# Maude (serie televisiva)
Maude, trasmessa in Italia anche con il titolo Una signora in gamba, è una sit-com americana, andata in onda sulla CBS per 6 stagioni dal 12 settembre 1972 al 22 aprile 1978.
Creata dal grande autore e produttore televisivo Norman Lear, Maude è uno spin-off della popolarissima serie televisiva Arcibaldo, nel quale Maude è la cugina di Edith Bunker, moglie di Arcibaldo.

## Trama
Maude, una signora di mezza età, liberal e politicamente impegnata, vive con Walter Findlay, suo quarto marito, nella periferia di Tuckahoe, un paesino della Contea di Westchester nello stato di New York. Walter è proprietario di un negozio di elettrodomestici. Maude è una convinta femminista, democratica, abortista, sostenitrice dei diritti civili e dell'uguaglianza razziale. A causa delle sue idee e della personalità, a volte prepotente e autoritaria, Maude si ritrova spesso nei guai.
Vicini di casa sono i futuri coniugi Harmon. Lui, Arthur, è il miglior amico di Walter, con il quale ha combattuto la seconda guerra mondiale e che gli ha fatto conoscere Maude. Nella serie gioca il ruolo svolto da Arcibaldo nell'opera originaria: le sue forti idee repubblicane lo portano sovente allo scontro con Maude. Lei, Vivian, è la migliore amica di Maude dai tempi del college. A casa Findlay lavora la governante di colore Florida Evans, che verrà sostituita prima dalla signora Naugatuck, un'anziana governante inglese, forte bevitrice e persona piuttosto volgare, e infine da Victoria Butterfield.

## Episodi
| Stagione         | Episodi | Prima TV originale | Prima TV Italia | Classifica ascolti |
| ---------------- | ------- | ------------------ | --------------- | ------------------ |
| Prima stagione   | 22      | 1972-1973          |                 | 4                  |
| Seconda stagione | 24      | 1973-1974          |                 | 6                  |
| Terza stagione   | 23      | 1974-1975          |                 | 9                  |
| Quarta stagione  | 24      | 1975-1976          |                 | 4                  |
| Quinta stagione  | 24      | 1976-1977          |                 | 36                 |
| Sesta stagione   | 24      | 1977-1978          |                 | 40                 |

## Personaggi

### Personaggi principali
- Maude Findlay, interpretata da Beatrice Arthur (stagioni 1-6), doppiata in italiano da Anna Miserocchi
- Walter Findlay, interpretato da Bill Macy (stagioni 1-6), doppiato in italiano da Gianfranco Bellini
- Arthur Harmon, interpretato da Conrad Bain (stagioni 1-6), doppiato in italiano da Gianni Marzocchi
- Vivian Cavender Harmon, interpretata da Rue McClanahan (stagioni 1-6), doppiata in italiano da Germana Dominici
- Carol Traynor, interpretata da Adrienne Barbeau (stagioni 1-6)
- Florida Evans, interpretata da Esther Rolle (stagione 1-2)
- Phillip Traynor, interpretato da Brian Morrison (stagioni 1-4)
- Nell Naugatuck, interpretato da Hermione Baddeley (stagioni 3-5)
- Arnold Harmon, interpretato da Bonar Bain (stagione 5)
- Victoria Butterfield, interpretata da Marlene Warfield (stagione 6)

### Guest star
Nella prima puntata della terza stagione, come guest star compare John Wayne, che interpreta se stesso ospite a cena a casa di Maude. Per l'importante cena Walter si procura un piccolo parrucchino per mascherare la calvizie ma lo fa cadere sul tavolo e John Wayne lo scambia per un sottobicchiere in pelo. La serata si rivela un disastro ma tutto si conclude bene con un ballo lento tra Maude e il Duke. Questa sarà l’ultima apparizione cinematografica di John Wayne.

### Le governanti
Per l'intera durata della serie, Maude ha anche avuto diverse governanti. All'inizio della serie, i Findlay assumono Florida Evans, una donna di colore che fa spesso battute. Maude, dimostrando di avere una mentalità aperta e liberale, sottolinea che lei e Florida sono alla pari, nonostante Florida sia una domestica, e insiste nel dire che ella può entrare e uscire da casa Findlay tramite la porta anteriore (anche se la porta sul retro è più conveniente).
Interpretato da Esther Rolle, il personaggio di Florida ha dimostrato di essere così popolare che, nel 1974, è diventata la protagonista della sua serie spin-off, intitolata Good Times. Nella trama di Maude, il marito di Florida, Henry (poi ribattezzato James), ha ricevuto un aumento allo stipendio, e la donna ha rinunciato ad essere una governante per occuparsi della famiglia a tempo pieno. Mentre Maude era ambientata a New York, l'ambientazione per Good Times era invece Chicago.
Dopo la partenza di Florida nel 1974, la signora Nell Naugatuck (interpretata da Hermione Baddeley), attempata e linguacciuta signora inglese, che beve compulsivamente, assume il ruolo della governante. A differenza di Florida che non viveva a casa Findlay, la signora Naugatuck è governante a tempo pieno e tiene spesso testa a Maude con frequenti battibecchi senza peli sulla lingua. Nel 1975, la donna incontra e inizia ad uscire con Bert Beasley (una guardia di sicurezza di un cimitero, interpretato da J. Pat O'Malley). I due si sposano nel 1977 e si trasferiscono in Irlanda per curare la madre di Bert. Le frequenti battute tra la signora Naugatuck e Maude sono, senza dubbio, molto popolari come quelle di Florida. La differenza tra i due rapporti era che la signora Naugatuck spesso sembrava disprezzare Maude, mentre Florida sembrava solo periodicamente frustrata dal suo capo.
Norman Lear ha affermato che il cognome 'Naugatuck' è stato preso direttamente dalla città di Naugatuck (Connecticut), poiché lo trovava divertente. Grazie alla popolarità del programma, la Baddeley ha anche visitato la città alla fine degli anni '70 ed è stata accolta con una cerimonia ufficiale dalla città.
Maude successivamente assume Victoria Butterfield (interpretata da Marlene Warfield), nativa di Norman Island, nelle Isole Vergini britanniche. Victoria rimane fino alla fine della serie nel 1978, tuttavia questo personaggio non è mai stato popolare come i suoi due predecessori; inoltre Victoria mai è stata accreditata come personaggio regolare.

## Colonna sonora
La sigla del telefilm è And Then There's Maude,  eseguita da Donny Hathaway.

## Distribuzione
La serie fu trasmessa da Canale 5 a partire dal 14 giugno 1982.

## Spin-off
Florida Evans (Esther Rolle) sarà protagonista dello spin-off Good Times, nato al termine della seconda stagione della serie.